# Flughafenbetreiber
Flughafenbetreiber sind private oder öffentliche Unternehmen, die als Betreiber von Flughäfen auftreten. Sie stellen die komplette Flughafeninfrastruktur den Fluggesellschaften und der Flugsicherung zur Verfügung.

## Allgemeines
Flugplätze (Flughäfen, Landeplätze und Segelfluggelände) dürfen nach § 6 Abs. 1 LuftVG nur mit einer Betriebserlaubnis angelegt oder betrieben werden. Im Genehmigungsverfahren für Flugplätze, die einer Planfeststellung bedürfen, ist nach dieser Bestimmung auch die Umweltverträglichkeit zu prüfen. Die Genehmigung eines Flughafens wird von der Luftfahrtbehörde des Landes erteilt, in dem das Gelände liegt (§ 39 Abs. 1 LuftVZO). Anders als bei der straßenrechtlichen und eisenbahnrechtlichen Planfeststellung stehen bei Flughäfen die betrieblichen Fragen stärker im Vordergrund.

## Beispiele
Es gibt u. a. folgende große Betreiber:
- Abertis Airports hält u. a. 90 % von TBI plc.
- AENA (Aeropuertos Españoles y Navegación Aérea), die staatliche spanische Betreibergesellschaft und Anteilseignerin ist der 2. größte Flughafenbetreiber weltweit
- Aeroporti di Roma, Betreiber der Flughäfen Rom-Fiumicino und Rom-Ciampino
- Aéroports de Paris, Betreiber von Flughäfen in Paris (Flughafen Paris-Charles-de-Gaulle/Flughafen Paris-Orly/Flughafen Le Bourget), mit Beteiligungen am Flughafen Amsterdam Schiphol und TAV Airports Holding sowie in Mexiko, Lüttich, Guinea, Saudi-Arabien, Jordanien, Mauritius, Ägypten, Algerien, Kambodscha. Dieser ist Stand 2022 der größte Flughafenbetreiber weltweit.
- Airports of Thailand
- Auckland International Airport Limited, Betreiber des Flughafens Auckland
- Avialliance (ehemals Hochtief Airport), Betreiber der Flughäfen Düsseldorf, Hamburg, sowie Athen, Budapest, Tirana
- Flughafen Amsterdam Schiphol, mit Beteiligung an Aéroports de Paris
- Flughafen Berlin Brandenburg GmbH
- Flughafen München GmbH
- Flughafen Wien AG, mit Beteiligungen in der Slowakei und Malta
- Flughafen Zürich AG, Betreibergesellschaft des Flughafens Zürich, mit Beteiligungen an Flughafenbetreibern in Lateinamerika und Indien
- Fraport, Betreibergesellschaft des Flughafens Frankfurt, Antalya, Lima und Ljubljana. Der 3. größte Flughafenbetreiber Stand 2022.
- Heathrow Airport Holdings (ehemals British Airports Authority / BAA), Betreiber von 4 Flughäfen in Großbritannien
- Infraero, ein staatliches Unternehmen, das 66 brasilianische Flughäfen betreibt
- TAV Airports Holding, Betreiber von Flughäfen in der Türkei, Tunesien, Georgien, Nord-Mazedonien, Lettland, Kasachstan und Saudi-Arabien
- TBI, britischer Betreiber von Flughäfen in Großbritannien, Stockholm und Bolivien
- Aéroports du Mali, Betreiber von Flughäfen in der Republik Mali
- Airports Authority of India, Betreiber von Flughäfen in Indien
- Adani Group, Betreiber von Flughäfen in Indien
- Aeropuertos Argentina 2000 ist eine Flughafen-Betreibergesellschaft in Argentinien mit Hauptsitz in Buenos Aires.

Der Verband Airports Council International mit Sitz in Montreal ist mit 580 Mitgliedern und insgesamt 1650 Flughäfen in 179 Ländern die größte Dachorganisation der Branche.